# Englandspiel

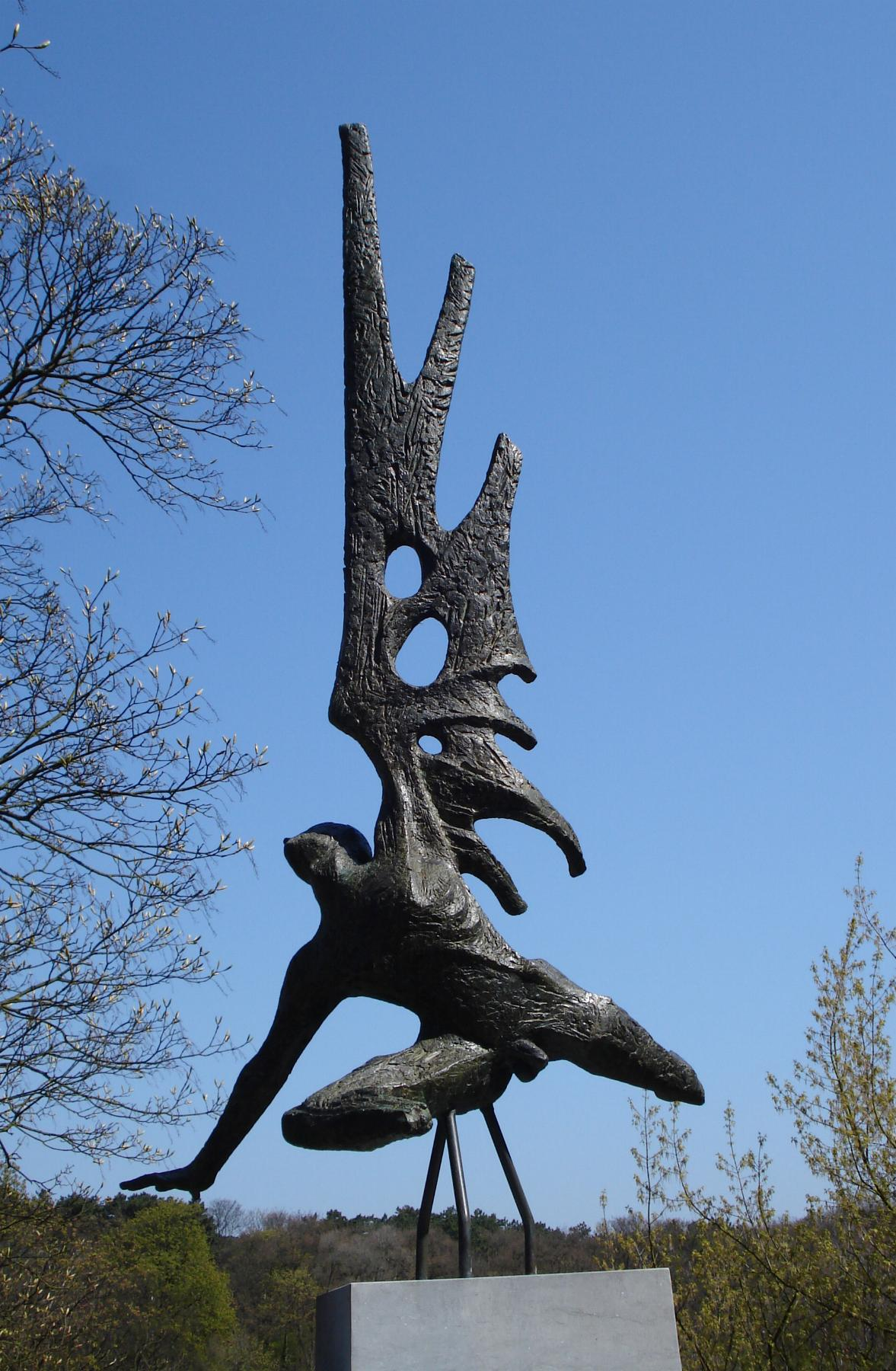
De val van Icarus, een monument in Den Haag ter herinnering aan het Englandspiel

Het Englandspiel was een Duitse operatie in de Tweede Wereldoorlog, aangeduid met Operation Nordpol of Operation Pol Nord door de Duitse contraspionagedienst Abwehr, waarbij een reeks Nederlandse geheim agenten werd gevangengenomen. De Duitsers konden codes van deze agenten gebruiken om via een geallieerd zendernetwerk valse informatie te sturen naar het Verenigd Koninkrijk. Dit was mogelijk doordat de Special Operations Executive (SOE) in het Verenigd Koninkrijk communiceerde met haar in Nederland gedropte agenten, terwijl deze agenten door de Duitse Abwehr waren opgepakt.
Na de oorlog is altijd aangenomen dat de SOE niet wist dat deze agenten gevangen waren genomen. De gevangen genomen agenten hadden wel aanwijzingen gestuurd, zoals het weglaten van de security checks in de berichten, maar SOE merkte dat niet op of veronderstelde dat de agenten zich vergist hadden. Na 2000, toen de Britse archieven gedeeltelijk toegankelijk werden, kwamen er aanwijzingen dat de SOE hiervan wel degelijk op de hoogte was en bewust agenten bleef sturen, wetende dat deze direct in Duitse gevangenschap zouden belanden. Het doel was waarschijnlijk om de Duitsers te laten geloven dat geallieerde troepen plannen hadden voor een spoedige invasie. Op deze manier zou overplaatsing van Duitse troepen naar het Oostfront zijn voorkomen, een opzet die ook inderdaad is geslaagd.
Echte concrete bewijzen voor deze dubbelspeltheorie zijn overigens nooit geleverd. Bovendien achten velen die betrokken zijn geweest bij Britse inlichtingendiensten, het niet erg waarschijnlijk dat men op deze wijze, behalve de Nederlandse agenten, ook vele Engelse landgenoten in levensgevaar zou brengen, zoals piloten en bemanningen van neergeschoten vliegtuigen. Daarentegen is wel bevestigd dat de SOE door diverse collega-inlichtingendiensten, zoals MI6, beschouwd werd als een onervaren en niet erg professioneel opererende dienst, waar men liever niet mee wilde samenwerken.

## Communicatie
Al vroeg na de Nederlandse capitulatie probeerden verzetsgroepen in Nederland informatie te verzamelen. Het bleek echter uiterst moeilijk die informatie door te spelen naar Engeland. Vanuit Engeland werden om die reden agenten gedropt op Nederlands bezet grondgebied; zij werden gestuurd door de Centrale Inlichtingendienst onder leiding van François van 't Sant in samenwerking met MI-6 en de SOE/N-sectie.
Een van de eersten was Huub Lauwers, een Nederlandse journalist, opgeleid als geheim agent, die op 7 november 1941 samen met Thijs Taconis vanuit het Verenigd Koninkrijk in Nederland werd geparachuteerd met als opdracht een radioverbinding met het hoofdkwartier in Londen te onderhouden. Op 3 januari 1942 zond hij zijn eerste codebericht naar het Verenigd Koninkrijk.

## Arrestatie en gevolgen
Op 6 maart werd Lauwers 's avonds omstreeks half acht vlak bij zijn zendadres in Den Haag gearresteerd door majoor Hermann Giskes van de Abwehr, die samenwerkte met Sicherheitsdienst-commandant Joseph Schreieder. Lauwers werd opgesloten in de gevangenis van Scheveningen. In eerste instantie weigerde hij medewerking aan de Duitsers te verlenen, maar hij werd door Giskes overgehaald om zo het leven van Thijs Taconis te sparen. Een andere reden voor Lauwers om mee te doen, was dat hij zo hoopte de SOE op de hoogte te kunnen brengen van het feit dat hij was gearresteerd.
Voor de Duitsers was dit een uitgelezen kans om meer geheim agenten in handen te krijgen en de Engelsen misleidende inlichtingen te verstrekken.
Tijdens zijn opleiding was hem door SOE geleerd in zijn morse-telegrammen een opzettelijke fout aan te brengen - de zogeheten security check - en die fout weg te laten zodra hij was gearresteerd. Bij de Abwehr wist men via de eerder gearresteerde marconist Willem van der Reyden al van het bestaan van security checks maar de individuele security check van elke agent kende men niet. Nadat Willem van der Reyden op 13 februari 1942 was gearresteerd heeft deze de namen van de verzetsmannen Adriën Moonen en Gerrit Krediet genoemd.
Lauwers maakte de Duitsers wijs dat de zijne bestond uit het zenden van stip in plaats van stop. In werkelijkheid was hem door de SOE geleerd elke zestiende letter verkeerd te zenden. In opdracht van Giskes verzond hij op 8 maart een bericht naar Londen. Hoewel hij hierin zijn pseudosecurity check gebruikte (stip in plaats van stop) en zijn echte security check wegliet ondernam Londen naar aanleiding hiervan geen actie.
Dit was het begin van het Englandspiel. Lauwers deed zijn uiterste best om de Britten te laten weten dat hij gevangen was genomen. Zo begon hij op 28 maart zijn telegram met de letters  'GHT'  en eindigde hij met  'CAU'  wat samen  'CAUGHT'  (gevangen) vormt. Half mei zond hij zelfs drie keer in één bericht het woord CAUGHT. Toch bleven de Britten geheime agenten sturen die bij aankomst onmiddellijk door de Duitsers werden gearresteerd. Na de oorlog is altijd aangenomen dat de Britse geheime dienst de vele aanwijzingen van Lauwers door onoplettendheid keer op keer heeft gemist, dan wel dat men geloofde dat sommige agenten hun security check niet goed toepasten (getuige enkele retour-berichten: "don't forget security check"). Volgens een in 2003 (als proefschrift) gepubliceerd onderzoek, waarbij een deel van de archieven van SOE zijn geraadpleegd, bleek dat de dienst wel degelijk op de hoogte was van de gevangenschap van diverse agenten. Dit zou kunnen betekenen dat de agenten doelbewust door de Engelsen werden gedropt, wetende dat ze direct in Duitse handen zouden vallen. Vermoedelijk was het droppen van agenten onderdeel van een afleidingsmanoeuvre van het Britse Leger. De Duitsers moesten geloven dat de Britten bezig waren met de oprichting van een verzetsleger in West-Europa, dat een spoedige invasie moest ondersteunen. Dit zou het Duitse opperbevel weerhouden van het overplaatsen van troepen naar het Oostfront, waar op dat moment de beslissende slagen van de oorlog werden geleverd. Nederlandse agenten zouden hiervoor door de Britse SOE doelbewust zijn opgeofferd. Over deze opvatting is echter geen consensus onder geschiedkundigen.

## Einde van het Englandspiel
Op 31 augustus 1943 wisten twee agenten (Ben Ubbink en Pieter Dourlein) uit kamp Haaren te ontsnappen. Zij slaagden erin de Britten te waarschuwen dat het hele Nederlandse marconistennetwerk in Duitse handen was. Ubbink en Dourlein gingen via Zwitserland naar Spanje en vlogen vandaaruit naar Engeland. Na aankomst werden zij verhoord en aanvankelijk zelfs vastgezet op verdenking van contraspionage. Dit werd veroorzaakt door een vals bericht dat de Duitsers via het netwerk aan Londen hadden verzonden na de ontsnapping van Ubbink en Dourlein, waarin werd vermeld dat twee dubbelagenten zogenaamd waren ontsnapt en contact zouden zoeken met Londen.
Volgens Giskes werden de boodschappen in december 1943 nietszeggender en matter. Agenten werden al lang niet meer gedropt en ook de wapenzendingen waren inmiddels stopgezet. De Duitsers concludeerden ten langen leste dat hun opzet was doorzien. Op 1 april 1944 kwam aan het Englandspiel een einde met een cynische slotboodschap van Duitse zijde, waarin door Giskes een warm welkom werd beloofd aan eventuele toekomstige agenten die door de Britten zouden worden gezonden.
Dat de boodschappen nietszeggender werden en er geen droppings meer plaatsvonden valt ook goed te verklaren vanuit het perspectief van de Britse afleidingsmanoeuvre, die het Englandspiel naar alle waarschijnlijkheid in werkelijkheid was. In december 1943 was het gevaar van overplaatsing van Duitse troepen naar het Oostfront inmiddels geweken, en waren de voorbereidingen voor een echte invasie in West-Europa in volle gang. Daarbij waren nieuwe afleidingsmanoeuvres bedacht door de Britten en Amerikanen, die de Duitsers moesten doen geloven in een invasie bij het Nauw van Calais, en niet in Normandië.

## Lot van de gevangen agenten
In totaal namen de Duitsers 59 agenten gevangen die voor het merendeel in kamp Haaren werden opgesloten. Hiervan kwamen 54 om in de periode van 6 tot en met 8 september 1944, vrijwel allen door executies in het concentratiekamp Mauthausen.
Lauwers bleef dit lot bespaard. Dankzij Giskes bleef hij in Haaren achter, toen vrijwel de gehele groep werd doorgestuurd naar concentratiekamp Vught, en vandaar naar Mauthausen. Op 26 april 1945 werd hij in Rathenow bevrijd door de Russen.

## Gearresteerde agenten
Tijdens het Englandspiel zijn onder anderen de volgende 52 personen naar Nederland gebracht of boven Nederland gedropt:
- 28 augustus 1940: Lodo van Hamel, gedropt bij Oegstgeest in Zuid-Holland; 15 oktober 1940 gearresteerd;
- 5 juli 1941: Aart Alblas, gedropt bij Nieuweschans in Groningen, 16 juli 1942 gearresteerd;
- 6 november 1941: Huub Lauwers en Thijs Taconis, gedropt bij Ommen in Overijssel. Lauwers is op 6 maart 1942 gearresteerd, Taconis op 9 maart 1942;
- 9 december 1941: Willem van der Reyden, gebracht naar Scheveningen, gearresteerd op 13 februari 1942;
- 23 februari 1942: Evert Radema en Ernst de Jonge, gebracht naar Katwijk aan Zee, Radema gearresteerd op 29 mei 1942, De Jonge op 22 mei 1942;
- 28 februari 1942: Gerrit Dessing, gedropt bij Ermelo in Gelderland, komt via Brussel 2 september 1943 terug in Engeland;
- 27 maart 1942: Albert Baatsen, gedropt bij Kallenkote ten oosten van Steenwijk in Overijssel en meteen gearresteerd;
- 29 maart 1942: Jan Molenaar en Leo Andringa, gedropt in het Hellendoornse Broek bij Haarle in Overijssel; marconist Molenaar raakt gewond en pleegt zelfmoord (pil), Andringa gearresteerd op 28 april 1942;
- 29 maart 1942: Gosse Ras en Han Jordaan, gedropt bij Holten in Overijssel, Ras gearresteerd op 1 mei 1942, Jordaan twee dagen later;
- 5 april 1942: Henk Sebes en Barend Klooss, gedropt bij Harskamp, Ede in Gelderland, Sebes gearresteerd op 8 mei 1942, Kloos op 29 april 1942;
- 18 april 1942: Jan de Haas (ter vervanging van Molenaar), afgezet bij Castricum, gearresteerd op 28 april 1942;
- 29 mei 1942: Hermanus Parlevliet en Toon van Steen, gedropt bij Kallenkote ten oosten van Steenwijk in Overijssel en meteen gearresteerd;
- 22 juni 1942: Jan van Rietschoten en Jo Buizer, gedropt bij Holten in Overijssel en meteen gearresteerd;
- 26 juni 1942: George Jambroes en Joseph Bukkens, gedropt bij Kallenkote ten oosten van Steenwijk in Overijssel en meteen gearresteerd;
- 23 juli 1942: Gerard Jan van Hemert, gedropt bij Holten in Overijssel en meteen gearresteerd;
- 24 september 1942: Karel Beukema toe Water en Cees Drooglever Fortuyn, gedropt bij Balloo in Drenthe en meteen gearresteerd;
- 24 september 1942: Adriaan Klaas Mooy en Roelof Christiaan Jongelie, gedropt en meteen gearresteerd;
- 1 oktober 1942: Aat van der Giessen, gedropt en meteen gearresteerd; hij overleed in 1944 in Haaren.
- 21 oktober 1942: Meindert Koolstra, gedropt bij Ermelo in Gelderland en meteen gearresteerd;
- 23 oktober 1942: Jan Hofstede en Charles Christiaan Pouwels, gedropt bij Holten in Overijssel en meteen gearresteerd;
- 28 oktober 1942: Jacob Bakker en Johannes Cornelis Dane, gedropt bij Holten in Overijssel en meteen gearresteerd;
- 28 november 1942: Arie Johannes de Kruijff en George Lodewijk Ruseler, gedropt en meteen gearresteerd;
- 29 november 1942: Johan Bernard Ubbink en Herman Overes, gedropt en meteen gearresteerd;
- 13 februari 1943: Trix Terwindt, gedropt en meteen gearresteerd;
- 16 februari 1943: Klaas van de Bor, Kees Hulsteijn en Cornelis Carel Braggaar, gedropt en meteen gearresteerd;
- 18 februari 1943: Gerrit van Os en Jan Kist, gedropt bij Voorthuizen in Gelderland en meteen gearresteerd;
- 18 februari 1943: Wim van der Wilden en zijn neef Pieter van der Wilden, gedropt en meteen gearresteerd;
- 9 maart 1943: Pieter Dourlein, gedropt bij Ermelo in Gelderland en meteen gearresteerd;
- 21 april 1943: Klaas Wegner, Freek Rouwerd en Ivo Uytvanck, gedropt en meteen gearresteerd;
- 21 mei 1943: Oscar de Brey, Antoon Berend Mink en Laurens Punt, gedropt en meteen gearresteerd;

De meesten van hen werden gevangen gehouden in kamp Haaren. Enkelen wisten te ontsnappen: Ubbink en Dourlein op 29 augustus 1943, en Van der Giessen, Van Rietschoten en Wegner op 21 november 1943.
De Duitsers brachten de overgebleven gevangenen op 26 januari 1944 over naar de strafgevangenis in Assen en op 30 april 1944 door naar Duitsland.
Wegner werd begin december opnieuw gearresteerd. Op 5 mei 1944 werden Van der Giessen en Van Rietschoten weer gearresteerd, op 10 juni werden zij gefusilleerd.

## Herdenking

### Monument Englandspiel

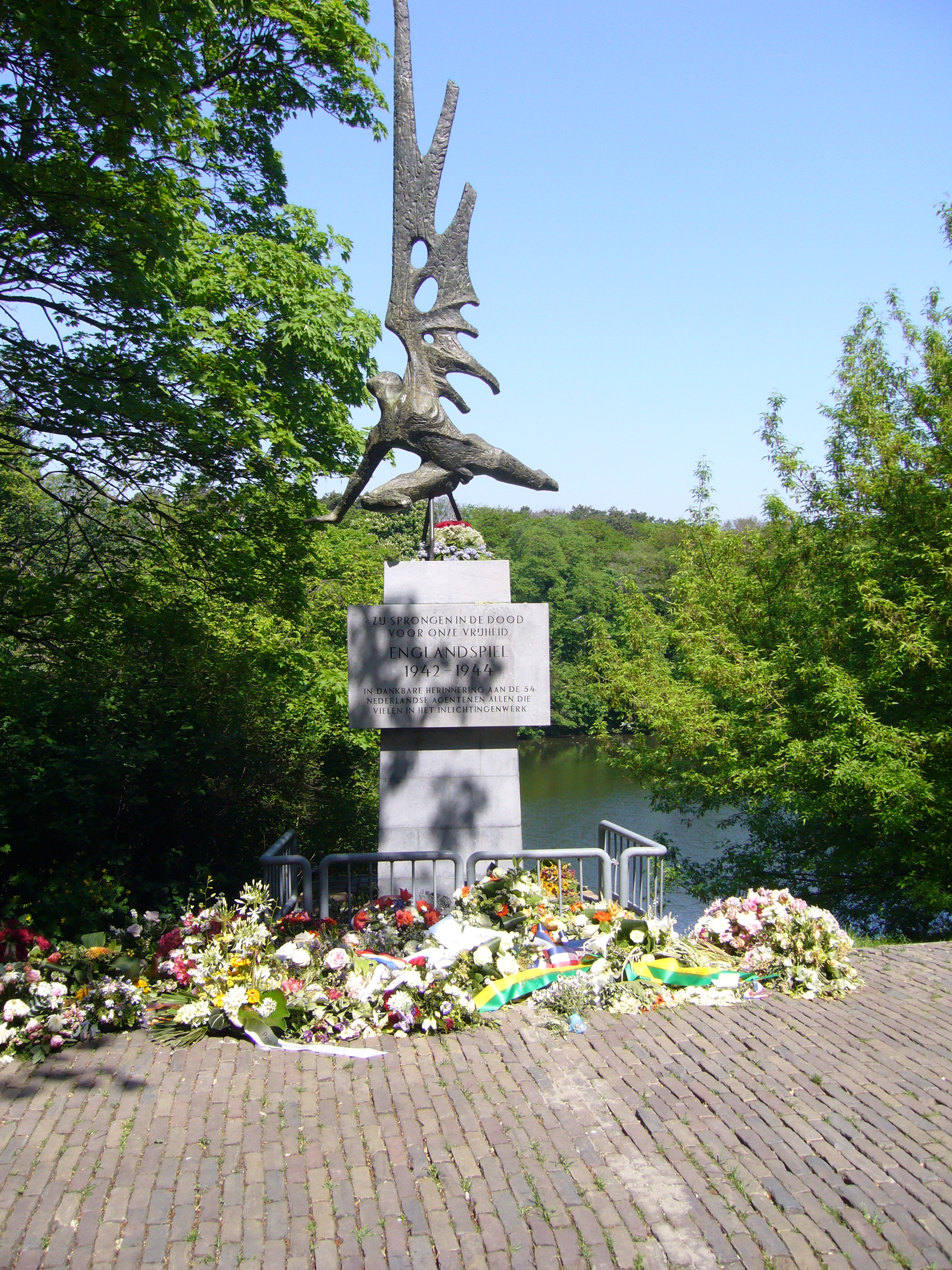
Monument Englandspiel

In het Van Stolkpark in Den Haag is een monument dat herinnert aan allen die tijdens het Englandspiel vielen. Het staat aan de rand van de Scheveningse Bosjes, aan de zuidwestkant van de Waterpartij. Deze locatie werd gekozen omdat er vlak achter, aan de Hogeweg, het witte huis staat waar toen de Sicherheitsdienst was. Hier werden de slachtoffers van het Englandspiel verhoord.
Het monument is gemaakt door Titus Leeser (1903-1996) en werd door prinses Juliana op 3 mei 1980, dus kort na haar troonsafstand, onthuld.
Op een sokkel staat een engel met verbrande vleugels, De val van Icarus uitbeeldend. De tekst luidt:
ZIJ SPRONGEN IN DE DOOD VOOR ONZE VRIJHEID

ENGLANDSPIEL 1942 – 1944

In dankbare herinnering aan de 54 Nederlandse agenten en allen die vielen in het inlichtingenwerk.

### Plaquette Binnenhof

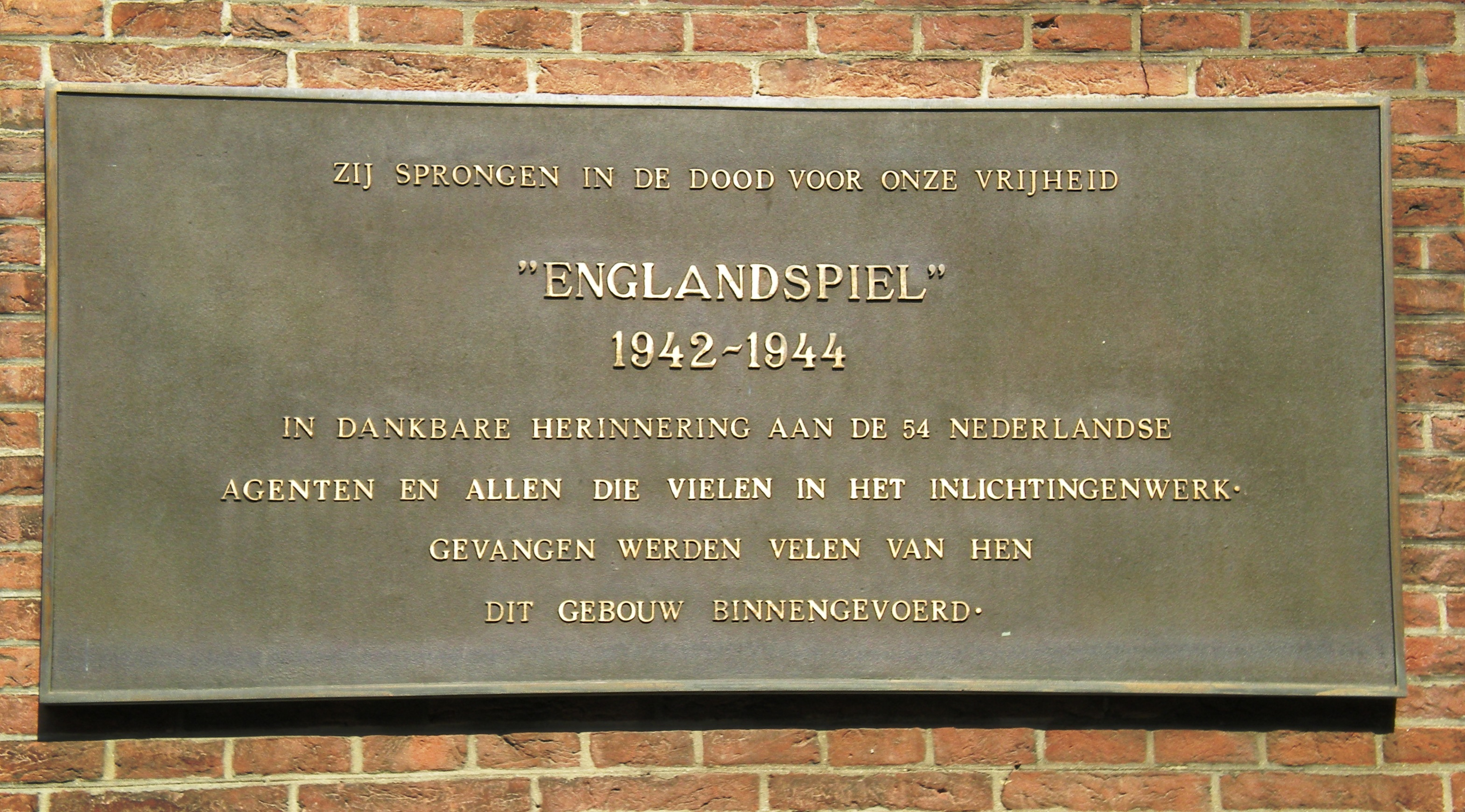
Plaquette Binnenhof

Op het Binnenhof in Den Haag is er tevens een plaquette te vinden die herinnert aan de agenten waarvan velen aldaar werden verhoord. De tekst erop luidt:
ZIJ SPRONGEN IN DE DOOD VOOR ONZE VRIJHEID.
ENGLANDSPIEL

1942 - 1944.
IN DANKBARE HERINNERING AAN DE 54 NEDERLANDSE

AGENTEN EN ALLEN DIE VIELEN IN HET INLICHTINGENWERK.

GEVANGEN WERDEN VELEN VAN HEN

DIT GEBOUW BINNENGEVOERD.

### Concentratiekamp Mauthausen

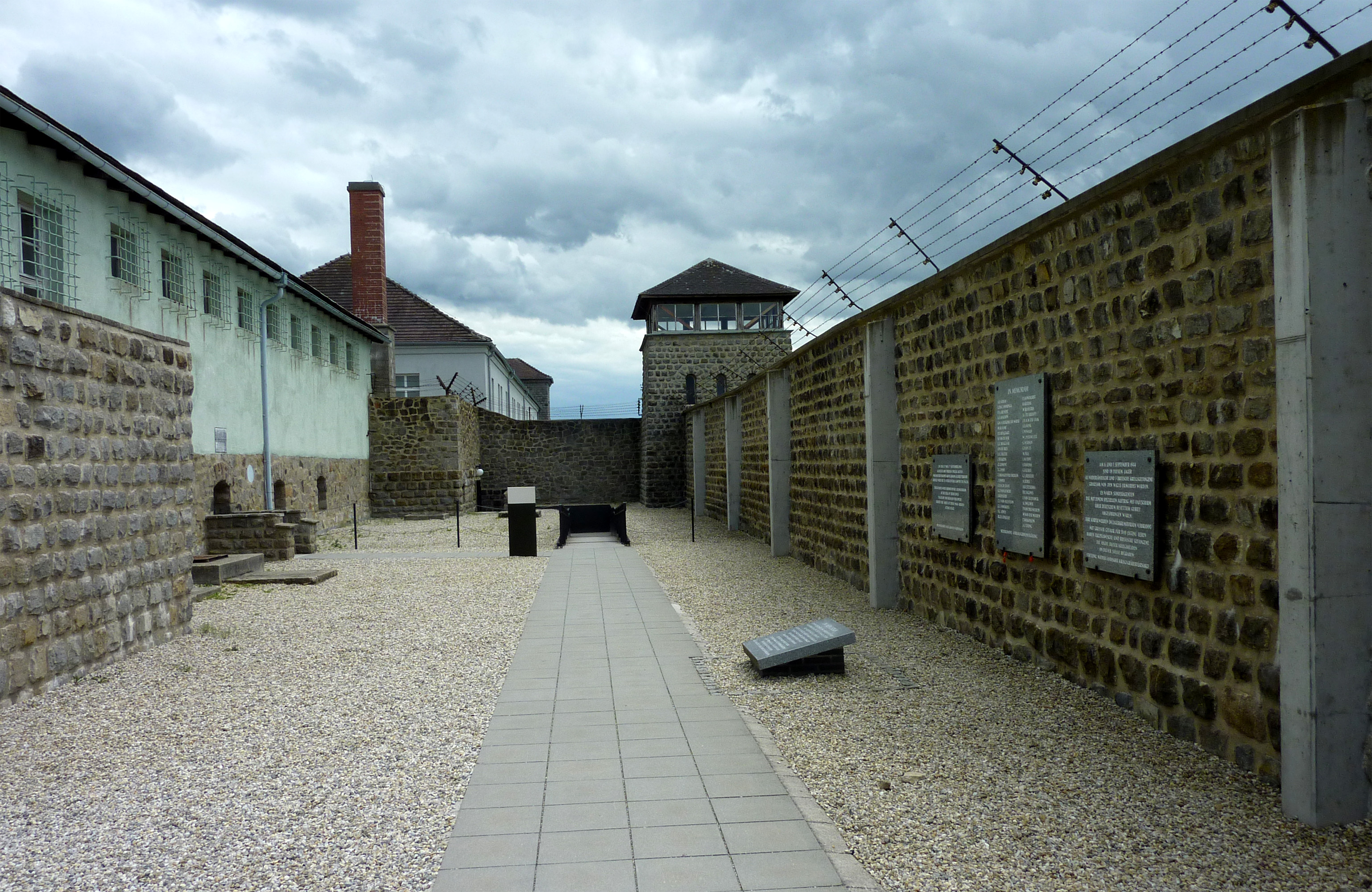
Achter het arrestatiegebouw van het concentratiekamp Mauthausen werd de as van de 47 vermoorde parachutisten begraven.

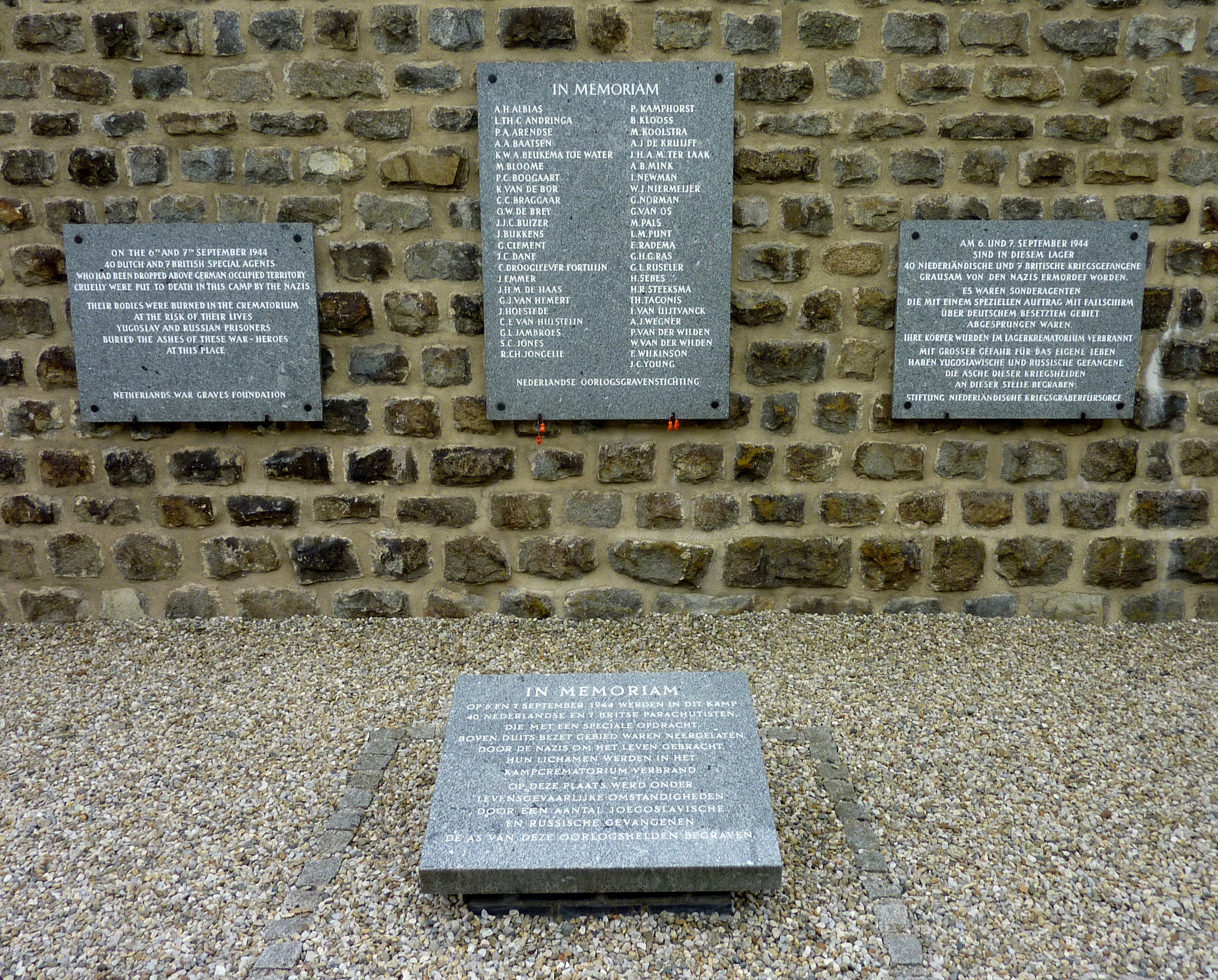
Gedenkplaten achter het arrestatiegebouw in het concentratiekamp Mauthausen

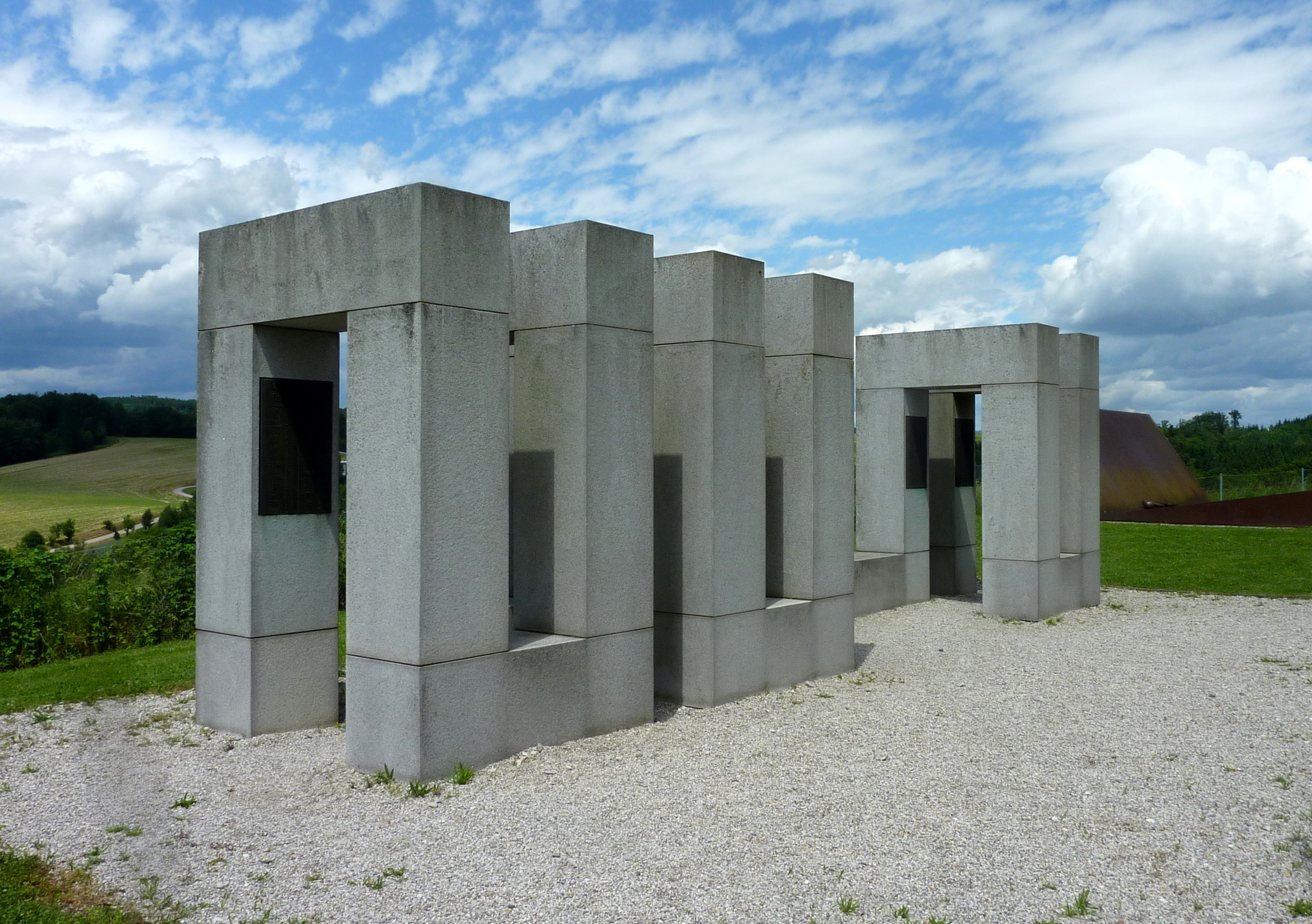
Nationaal Monument in het concentratiekamp Mauthausen van Appie Drielsma (1986)

De Nederlands Oorlogsgravenstichting heeft in 1968 een plaquette met de namen van 40 Nederlandse en 7 in Frankrijk gedropte Britse agenten achter het arrestatiegebouw van het concentratiekamp Mauthausen geplaatst. Op drie gedenkplaten is in het Nederlands, Engels en Duits geschreven:
IN MEMORIAM.

OP 6 EN 7 SEPTEMBER 1944 WERDEN IN DIT KAMP
 
40 NEDERLANDSE EN 7 BRITSE PARACHUTISTEN,
 
DIE MET EEN SPECIALE OPDRACHT

BOVEN DUITS BEZET GEBIED WAREN NEERGELATEN,

DOOR DE NAZIS OM HET LEVEN GEBRACHT.

HUN LICHAMEN WERDEN IN HET

KAMPCREMATORIUM VERBRAND.

OP DEZE PLAATS WERD ONDER

LEVENSGEVAARLIJKE OMSTANDIGHEDEN

DOOR EEN AANTAL JOEGOSLAVISCHE

EN RUSSISCHE GEVANGENEN

DE AS VAN DEZE OORLOGSHELDEN BEGRAVEN.
De namen van de 40 Nederlandse SOE-agenten staan ook bij de 1660 omgebrachte personen met de Nederlandse nationaliteit vermeld op bronzen platen aan de binnenzijde van de verticale kolommen van het Nationaal Monument.

## Documentatie

### Boeken en bewerkingen
- 1953: H.J. Giskes, London calling North Pole: The true revelations of a German spy, 1953, 208 pp., Echo Point Books &Media - Vermont, ISBN 978-1-62654-164-1
- 1970: Erik Hazelhoff Roelfzema: Soldaat van Oranje, in 1977 verfilmd door Paul Verhoeven op scenario van Gerard Soeteman, vanaf 2010 musical met tekst van Edwin de Vries en regie van Theu Boermans
- 1977: Jelte Rep, Englandspiel: spionagetragedie in bezet Nederland 1942-1944, , 1977, 382 p., Van Holkema & Warendorf - Bussum, ISBN 90-269-4561-2 en ISBN 978-90-2694-561-8
- 1990: Hans Hoets, Englandspiel ontmaskerd: Schijnstoot Op Nederland En België 1942-1944, , 1990, 208 p., Ad. Donker - Rotterdam, ISBN 90-6100-345-8
- 1998: Leo Marks, Between silk and cyanide: a code maker’s war 1941-1945, 1998/2013, 585pp., The History Press - Stroud, ISBN 978-0-7509-4835-7
- Frans Becker & Tamara Becker: Het Englandspiel en de geheime diensten in Londen. Boom, 2024. ISBN 9789024466283

### TV
- 1998: Confusion Was Their Business (1998), documentaire in de serie Secrets of WWII[4] op het Military Channel in de Verenigde Staten.
- 2012: Dead on Arrival (2012), documentaire in de serie Secret War[5] op het Military Channel in de Verenigde Staten.

## In fictie
- 1956: de Italiaanse speelfilm London chiama Polo Nordo/The House of Intrigue,[6] regie Duilio Coletti met Curt Jurgens als Giskes, gebaseerd op het boek van Hermann J. Giskes, hoofd van de Abwehr, de Duitse contraspionage in Nederland.
- 1963: de trilogie Vliegers in het vuur van Klaas Norel.
- 1965: de satirische spionageroman The Looking Glass War van John le Carré. De Britse spion en ouwe rot Fred Leiser moet  in de Koude Oorlog de DDR infiltreren met een verouderde radiozender en was een van de weinige spionnen die uitzending door de Britten naar Nederland overleefden tijdens de Tweede Wereldoorlog.
- 2015: de aflevering Elise (2015) in seizoen acht van Foyle's War.